# Лорікет пальмовий
Лоріке́т пальмовий (Vini palmarum) — вид папугоподібних птахів родини Psittaculidae. Мешкає на Соломонових Островах та на Вануату.

## Опис
Довжина птаха становить 16 см. Забарвлення переважно зелене. Горло і скроні жовтувато-зелені, потилиця коричнева. Нижня частина тіла, боки і шия місцями поцятковані зеленувато-жовтими смужками, на задній частині шиї оранжево-жовті смужки. Нижні покривні пера хвоста і живіт червоні. Дзьоб оранжевий або червоний.

## Поширення і екологія
Пальмові лорікети мешкають на островах Санта-Крус та на Вануату. Вони живуть у вологих гірських і рівнинних тропічних лісах та на кокосових плантаціях. Зустрічаються зграйками, на висоті до 1800 м над рівнем моря, переважно на висоті до 1000 м над рівнем моря. Ведуть кочовий спосіб життя, живляться квітками кокосових пальм.

## Збереження
МСОП класифікує цей вид як вразливий. За оцінками дослідників, популяція пальмових лорікетів становить від 1500 до 4000 птахів. Їм загрожує знищення природного середовища, а також хвороби і стихійні лиха, зокрема циклони. На деяких островах, зокрема на Ванікоро пальмові лорікети вимерли.